# Coelorinchus triocellatus
Coelorinchus triocellatus is een  straalvinnige vissensoort uit de familie van rattenstaarten (Macrouridae). De wetenschappelijke naam van de soort is voor het eerst geldig gepubliceerd in 1920 door Gilbert & Hubbs.
De soort staat op de Rode Lijst van de IUCN als Onzeker, beoordelingsjaar 2009.